# 钟阜路
钟阜路，是南京市鼓楼区的道路，1981年12月将原以钟阜门为名的道路命名为钟阜路。北起于建宁路，南至福建路桥，长950米，宽24米，沥青路面。

## 周边
地铁7号线沿此路修建，设钟阜路站。
南京市第二医院位于此路1号。钟阜路社区以此路为名。